# Bettino Ricasoli

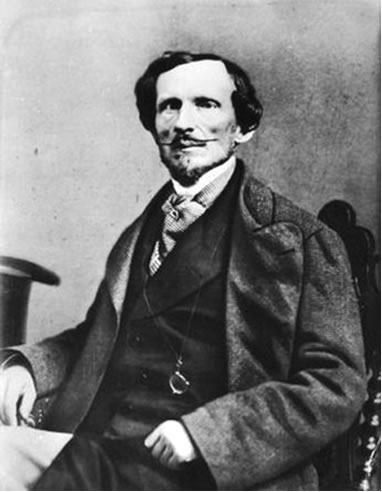
Bettino Ricasoli, baron Ricasoli en graaf van Brolio.

Bettino Ricasoli, baron Ricasoli, graaf van Brolio (Florence, 29 maart 1809 – Gaiole in Chianti, 23 oktober 1880) was een Italiaans staatsman.

## Levensloop
Ricasoli werd op zijn achttiende wees en bleef achter met een groot landgoed. Door de hertog van Toscane werd hij in een speciaal decreet volwassen verklaard en kreeg het voogdijschap over zijn jongere broers. Hij onderbrak zijn studies en beheerde zorgvuldig zijn familiebezit. In 1847 richtte hij de krant La Patria op waarin hij zich tot de groothertog van Toscane richtte om oplossingen te suggereren over de moeilijkheden van de staat. In 1848 werd hij verkozen tot Gonfaloniere van Florence, maar weigerde het mandaat op te nemen wegens de antiliberale tendensen van de groothertog. 
Als Toscaans minister van Binnenlandse Zaken promootte hij een unie tussen Toscane en Piëmont, die op 12 maart 1860 plaatsvond. In 1861 werd hij verkozen in de Kamer van Afgevaardigden en volgde enkele maanden later Camillo Benso di Cavour op als Italiaans eerste minister. Hij liet aanhangers van Giuseppe Garibaldi toe om het leger te organiseren, trok het decreet van ballingschap tegen Giuseppe Mazzini terug in en probeerde een verzoening met het Vaticaan te bereiken (wat paus Pius IX weigerde).
Door de intriges van zijn rivaal Urbano Rattazzi vond Ricasoli zichzelf verplicht om in 1862 ontslag te nemen, maar in 1866 kon hij opnieuw aan de macht komen. In deze functie weigerde hij het aanbod van keizer Napoleon III van Frankrijk om Venetië aan Italië terug te geven op voorwaarde dat de alliantie met Pruisen verbroken werd.
Na het vertrek van de Franse troepen uit Rome eind 1866, probeerde hij opnieuw verzoening aan te gaan met het Vaticaan tijdens een conventie. Hij beloofde het Vaticaan om de eigendom van onderdrukte religieuze ordes terug te geven mits er een betaling van 24 miljoen lire kwam. Om zijn belofte kracht bij te zetten, beloofde hij het exequatur van de 45 bisschoppen die tegen het Italiaanse regime waren. Dit voorstel werd door het Vaticaan aanvaard, maar de Italiaanse Kamer van Afgevaardigden werkte tegen en werd vijandiger dan voorheen. Zonder de stemming af te wachten, nam Ricasoli in april 1867 ontslag en verdween grotendeels uit de politiek. Hij bleef wel parlementslid, maar sprak nog zeer zelden. Hij overleed in 1880 op zijn familielandgoed Castello di Brolio in Gaiole in Chianti.